# Michel Forst
Michel Forst est un militant des droits de l'homme français, ayant œuvré dans différentes organisations non gouvernementales
 et institutions en France. Il intègre par la suite l'Organisation des Nations unies en tant que rapporteur spécial sur la situation des défenseurs des droits de l'homme. Il est depuis 2022 rapporteur spécial des Nations unies sur les défenseurs de l'environnement au titre de la Convention d'Aarhus.

## Biographie

### Formation et début de carrière
Après des études de lettres, de théologie et de santé publique en France, Michel Forst enseigne pendant quelques années avant de prendre la direction d’établissements sociaux dans le domaine de l’enfance, des personnes âgées et de l’extrême pauvreté. Il milite dans les années 1970 aux Amis de la Terre, une ONG de défense de l'environnement.

### Expériences associatives et premiers pas à l'ONU
En 1989, Michel Forst devient directeur général d’Amnesty International France, qu'il quitte en 1999 pour diriger la Ligue nationale contre le cancer. Il fait par la suite ses débuts à l'Organisation des Nations unies, en devenant en 2001 le directeur de cabinet de Pierre Sané, le sous-directeur général des sciences sociales et humaines de l’UNESCO. En 2003, il retourne dans le milieu associatif pour devenir secrétaire général de la Cimade, association d’aide aux migrants, réfugiés et demandeurs d’asile.
Michel Forst a été membre du conseil d'administration du Service international pour les droits de l'homme, une ONG vouée aux défenseurs des droits de l'homme basée à Genève, et de Front Line Defenders, une ONG basée à Dublin, ayant la même mission et dont il a contribué à la fondation,.

### Sommets mondiaux des défenseurs des droits de l'homme
En 1998, il fédère une cinquantaine d'ONG des droits de l'homme, action humanitaire et développement au sein d'un collectif nommé Article Premier, qui obtient le label « Grande Cause nationale ». Il organise à Paris en décembre 1998, le premier Sommet mondial des défenseurs des droits de l’homme, à l’occasion du cinquantième anniversaire de la Déclaration universelle des droits de l'homme.
À cette occasion, l'Assemblée générale des Nations unies adopte, le 9 décembre 1998, par consensus, la Résolution 53/144 portant Déclaration sur le droit et la responsabilité des individus, groupes et organes de la société de promouvoir et protéger les droits de l'homme et les libertés fondamentales universellement reconnus , mieux connue comme la Déclaration des Nations Unies sur les défenseurs des droits de l’homme.

### Commission nationale consultative des droits de l'homme
Michel Forst a été membre de la Commission nationale consultative des droits de l'homme (CNCDH) en tant que représentant d’Amnesty International France puis en tant que représentant de la Cimade[source insuffisante]. En 2005, il en est nommé secrétaire général, mandat qui sera renouvelé en 2009 jusqu'en 2016, date à laquelle lui succède Magali Lafourcade,.
Michel Forst est également secrétaire général de l'Association francophone des Commissions nationales des droits de l'homme depuis sa création en 2022 (AFCNDH),. Il est également le fondateur de l'Institut français des droits et libertés (IFDL), point focal en France de l'Agence des droits fondamentaux de l'Union européenne[source insuffisante].
En 2019, il est de nouveau nommé membre de la CNCDH au titre des personnalités qualifiées[source insuffisante].

### Engagement auprès des Nations unies

#### Expert indépendant sur la situation des droits de l'homme à Haïti
En 2008, Michel Forst est nommé expert indépendant sur la situation des droits de l’homme à Haïti, succédant à Louis Joinet. Il démissionne de ses fonctions en 2013, avant la fin de son mandat, en regrettant le manque d'avancée sur l'État de droit dans le pays et la situation sécuritaire toujours problématique.

#### Président du Comité de coordination des procédures spéciales
En 2012, il est élu président du Comité de coordination des procédures spéciales du Conseil des droits de l'homme des Nations unies[source insuffisante]. Ce comité a pour principale fonction de favoriser la coordination entre les titulaires de mandats et avec le Haut-Commissariat des Nations unies aux droits de l'homme ou d'autres organes des Nations unies et la société civile.

#### Rapporteur spécial sur la situation des défenseurs des droits de l'homme
En juin 2014, Michel Forst succède à l'Ougandaise Margaret Sekaggya comme rapporteur spécial des Nations unies sur la situation des défenseurs des droits de l’homme,, mandat créé par la Commission des droits de l’homme des Nations unies en 2000 afin de veiller à la mise en œuvre de la Déclaration sur les défenseurs des droits de l’homme de 1998. Celle-ci stipule que « chacun a le droit, individuellement ou en association avec d’autres, de promouvoir la protection et la réalisation des droits de l’homme et des libertés fondamentales aux niveaux national et international ».
Les rapporteurs spéciaux étant bénévoles, Michel Forst n'est pas, à ce titre, fonctionnaire de l'ONU, même s'il bénéficie du soutien technique et matériel de l'ONU, ainsi que d'un bugdet alloué. Expert indépendant, il a pour mission principale d’enquêter et d'informer sur les risques et menaces auxquels sont confrontés les défenseurs, d'intervenir directement auprès des gouvernements lorsque ces défenseurs sont en danger, mais également de formuler des recommandations pour mieux les protéger,. À ce titre, il se rend par exemple au Mexique pour plaider la cause des journalistes, pays où ils sont particulièrement vulnérables, ou au Honduras, où les militants de la défense de l'environnement sont très menacés.
Il intervient également dans des pays où les défenseurs des droits de l'homme sont a priori mieux protégés, mais où ils ne sont pas nécessairement à l'abri de toute forme de pression de la part du gouvernement ou d'acteurs privés. Il a par exemple, en octobre 2015, adressé une lettre d'allégation au gouvernement des États-Unis questionnant le traitement judiciaire du dossier d’Edward Snowden[source insuffisante].
En 2019, avec Seong-Phil Hong, président-rapporteur du groupe de travail sur la détention arbitraire, et Clément Nyaletsossi Voule, rapporteur spécial sur les droits à la liberté de réunion pacifique et d'association, Michel Forst, en tant que rapporteur spécial sur la situation des défenseurs des droits de l'homme, a fait partie du groupe d'experts de l'ONU qui a dénoncé les graves restrictions aux droits des manifestants du mouvement des Gilets jaunes, en France.
Après deux mandats de trois ans non renouvelables, il est remplacé par l'Irlandaise Mary Lawlor,.

#### Rapporteur spécial sur les défenseurs de l'environnement
En 1998 est signée la Convention sur l’accès à l’information, la participation du public au processus décisionnel et l’accès à la justice en matière d’environnement, dite Convention d'Aarhus, par trente-neuf États. Celle-ci vise des accords internationaux sur ce que les parties appellent la « démocratie environnementale ». Elle a pour principaux objectifs d'améliorer l'information environnementale fournie par les autorités publiques, concernant des principales données environnementales ; de favoriser la participation du public à la prise de décisions ayant des incidences sur l’environnement (par exemple, sous la forme d'enquêtes publiques) et d'étendre les conditions d’accès à la justice en matière de législation environnementale et d’accès à l’information.
Dans le cadre de cette convention est créé le mandat de rapporteur spécial sur les défenseurs de l'environnement en octobre 2021, que Michel Forst est le premier à occuper depuis juin 2022, après son élection par les parties à la Convention,. Cette fonction répond en particulier à la volonté des parties à la Convention de mettre en place un mécanisme de réponse rapide aux violations présumées de l’article 3 (8). À savoir répondre à la multiplication des violations des droits des défenseurs de l'environnement et de les protéger contre toute forme de harcèlement, persécution ou pénalisation,.

## Distinctions
- Chevalier de l'ordre national de la Légion d'honneur en 2015[31]